# Kocerejkî, Pavlohrad
Kocerejkî (în ucraineană Кочережки) este localitatea de reședință a comunei Kocerejkî din raionul Pavlohrad, regiunea Dnipropetrovsk, Ucraina.

## Demografie
Componența lingvistică a localității Kocerejkî
     Ucraineană (94,49%)
     Rusă (4,73%)
     Alte limbi (0,12%)
Conform recensământului din 2001, majoritatea populației localității Kocerejkî era vorbitoare de ucraineană (94,49%), existând în minoritate și vorbitori de rusă (4,73%).